# Philip Ernst Vegilin van Claerbergen (1613-1693)
Philip Ernst Vegilin van Claerbergen (Neustadt an der Haardt (12 oktober 1613 - Leeuwarden, 6 februari 1693) was een edelman afkomstig uit de Palts in Duitsland. Vanaf 1641 was hij secretaris, raad en hofmeester aan het Friese stadhouderlijke hof (1641-1664), edelman aan het hof van de keurvorst van de Palts, drost van Liesveld, en in 1658 kapitein van een compagnie Fransen ter repartitie van Friesland.

## Biografie
Hij was een zoon van de gelijknamige vader en Brigitta Hantes. Oorspronkelijk stamde de familie uit het Duitse Konstanz. De oudst bekende voorvader werd geboren in 1425 wiens kleinzoon in 1507 een wapenbrief kreeg van keizer Maximiliaan I waarmee hij het wapen van Geisterendorff, zijn moeders familie, mocht voeren. In 1641 kwam Philip Ernst naar Friesland wat het begin was van een periode van drie eeuwen Friese bestuurders uit het geslacht Vegilin van Claerbergen. Zijn laatste bestuurlijke nazaat was de burgemeester van Haskerland jhr. Pieter Bejamin Johan die in 1942 overleed.
Hij overleed in 1693 in Leeuwarden. Hij werd begraven in Akkrum. Hij had zelf de genodigdenlijst voor de rouwdienst opgesteld en de uitvaart tot in detail geregeld.

### Huwelijken en kinderen
Hij huwde in 1643 in Leeuwarden voor de eerste maal met Fokje van Sminia (1615-1658), weduwe van de raadsheer van Hillema († 1640), telg uit een rijke familie. Zij had een dochter, Aurelia (1636-1707) die met Egbert van Baerdt zou trouwen. Philip Ernst en Fokje kregen vijf zoons en een dochter, waarvan alleen de jongste zoon hem zou overleven:
- Hessel (1655-1715), grietman van Utingeradeel, later grietman van Haskerland

Hij huwde in 1660 in De Bilt voor de tweede maal met Josina Ruijsch (ca. 1633-1700), dochter van de Utrechtse burgemeester Frederik van Den Engh. Philip Ernst en Josina kregen vier zoons, waarvan de oudste twee jong overleden, en twee dochters. 
- Frederik (1668-1713), officier in Statendienst, laatstelijk generaal-majoor infanterie 1709, gouverneur van Damme; van hem stammen de jongste generaties
- Philip Hugo (1669-)

Hij bewoonde met zijn gezin in Leeuwarden onder andere het Eysingahuis aan de Turfmarkt en het Sirksmahuis. In de tijd dat hij drost was, vanaf 1661, woonde hij tevens op het kasteel van de baronie Liesveld waar zijn jongste zoon geboren werd. Met zijn tweede echtgenote kocht hij in 1663 een huis buiten de stad in het Vierhuis aan de Dokkumer Ee, dat de kinderen na het overlijden van Josina verkochten.